# 首鋼福山資源
首鋼福山資源集團有限公司，曾稱為「福山國際能源集團有限公司」（英語：Shougang Fushan Resources Group Limited，港交所：0639），是從福輝珠寶換取上市。主要業務生產焦炭貿易及煤炭相關配套業務。其中山西省業務比重也不少是礦務產業。
其主要產業中國山西省柳林縣擁有及經營三個煤礦，即興無煤礦、金家莊煤礦及寨崖底煤礦。現在是北京首鋼集團旗下公司。
2008年，邢利斌以借殼方式，將旗下興無、金家莊、寨崖底三座煤礦注入香港上市公司首鋼福山資源，成為首鋼福山資源的第二大股東，

## 主要股东
- 王力平(18.72%)
- 首钢控股（香港）有限公司 (9.86%)
- 首长国际企业有限公司 (12.05%)
- 邢利斌 (14.67%)

## 連結
- 福山國際能源集團有限公司